# 朱家河惨案
朱家河惨案，又称朱家河教堂惨案。是义和团运动期间于1900年7月发生在大清帝国河北景州朱家河村（今河北景县洚河流镇）的针对天主教徒的屠杀事件。

## 死亡人数
在这场震惊世界的屠杀中，任德芬神父和汤爱玲神父殉道，教民被杀的场面惨不忍睹，有被枪打死的，有被烧死的，也有从屋顶上跳下来摔死的，但更多的是在逃生中被杀死，除了少部分高喊“背教”的人免于一死。《拳祸记》中说当时的死者高达一千八百人，也有学者说是两千五百人，逃生的不过五百人。